# Laguna Pedro
Laguna Pedro är en periodisk sjö i Argentina.   Den ligger i provinsen Santa Cruz, i den södra delen av landet, 2 100 km sydväst om huvudstaden Buenos Aires. Laguna Pedro ligger 351 meter över havet.
Omgivningarna runt Laguna Pedro är i huvudsak ett öppet busklandskap. Runt Laguna Pedro är det mycket glesbefolkat, med 3 invånare per kvadratkilometer.